# Pan-STARRS
Pan-STARRS (Panoramic Survey Telescope & Rapid Response System of Panoramische Onderzoekstelescoop & Snel Responssysteem) is een stel van twee telescopen die aardscheerders trachten te ontdekken. 
Aardscheerders zijn planetoïden die dicht bij de aarde dreigen te komen zodat het risico op impact reëel is. Het is een project van de Universiteit van Hawaï en bevindt zich op Mount Haleakala op het eiland Maui. Door de combinatie van relatief kleine spiegels met zeer grote digitale camera's kan een economisch observatiesysteem de bereikbare hemel verschillende keren per maand observeren.
Een voornaam doel van Pan-STARRS is het ontdekken en waarnemen van zowel planetoïden als kometen die een bedreiging vormen voor onze planeet. Zij hebben al een zeer uitgebreide database die ook in andere astronomische onderzoeken wordt gebruikt.

## Pan-STARRS en buitenaardse bedreiging
Het systeem is drie tot zestienmaal gevoeliger dan de andere bestaande systemen. In het brandpunt bevindt zich een zeer goot aantal CCD sensoren. Deze laten toe het Pan-STARRS onderzoek objecten waar te nemen die vijf magnitudes zwakker zijn (een factor 100) dan andere projecten kunnen waarnemen. Hierdoor kan de hemel sneller en dus frequenter worden geobserveerd.
Het systeem heeft ook een hogere ruimtelijke resolutie waardoor het kan werken op plaatsen aan de hemel waar het eclipticavlak de melkweg overlapt. Dit zijn plaatsen waar het aantal sterren zo groot is dat de andere systemen er moeilijk waarnemingen kunnen doen.

## Ontwerp
Pan-STARRS bestaat uit vier individuele optische systemen elk met een spiegel van 1,8 meter diameter. De vier systemen observeren gelijktijdig hetzelfde gebied aan de hemel. Elke spiegel heeft een gezichtsveld van drie graden en een camera met 1,4 miljard pixels. Zo bedraagt de resolutie aan de hemel 0,3 boogseconden. Tijdens het onderzoek naar aardscheerders bedraagt het oppervlak van waarneming 6000 vierkante graad per nacht. 
Met een belichtingstijd van 30 à 60 seconden kan Pan-STARRS objecten waarnemen met een magnitude van 26. De gevoeligheid van de ruimtetelescoop Hubble is 31,50. De zwakst, met de huidige technologie waarneembare objecten, hebben een magnitude van 36. Hoe groter het getal, hoe zwakker het object. Zelfs negatieve getallen zijn toegelaten voor heldere objecten zoals de zon en de maan en de heldere sterren. 
De gevoeligheid van de telescoop heeft men begrensd om de volgende redenen:
- met een langere belichtingstijd zou men zwakkere objecten kunnen waarnemen, maar dan kan men niet zoveel waarnemingen doen in dezelfde tijd
- bij een langere belichting "smeert" het beeld uit wat niet gewenst is met snel bewegende objecten. Dit is te vergelijken met een foto van een snel voorbijrijdende wagen, die zal vaag en gestreept zijn.

De telescoop bestaat in feite uit twee telescopen PS1 en PS2 die enkele meters uit elkaar staan. Tijdens de waarnemingen worden zij echter gelijktijdig op dezelfde plaats aan de hemel gericht. PS1 werd eerst gebouwd en in gebruik genomen. Daarna werd PS2 gebouwd met verbetering van de tekortkomingen van PS1 aan onder andere de mechanische uitrusting en incrementele verbeteringen aan de detectoren, optica en elektronica van de camera. Het gezamenlijk resultaat is een signaal met een uitzonderlijke Signaal-ruisverhouding. Het idee hierachter is dat de CCD-detectoren nooit perfect zijn. Er zijn er altijd die defect zijn. Door tweemaal vier systemen te gebruiken wordt de relatieve invloed van enkele defecte detectoren tenietgedaan. Doordat de nauwkeurigheid van de individuele detectoren op zich minder van invloed zijn betekent ook dat zij minder precies moeten gemaakt worden, wat de prijs drukt.

## Links
- website Pan-STARRS
- Pan-STARRS and the NEO thread
- Pan-STARRS Design Features
- Pan-STARRS Wide Field Imaging